# Kenneth Rogoff
Kenneth Saul Rogoff (ur. 22 marca 1953 w Rochester) – amerykański szachista i ekonomista, arcymistrz od 1978 roku.

## Kariera szachisty
W szachy gra od szóstego roku życia. W roku 1971 zdobył w Atenach tytuł wicemistrza świata juniorów do lat 20, natomiast w latach 1970, 1971 i 1972 trzykrotnie był członkiem amerykańskiego zespołu na drużynowych młodzieżowych (do lat 26) mistrzostwach świata, zdobywając dwa medale: złoty i srebrny. W 1973 zwyciężył (wraz z Peterem Biyiasasem, Hermanem Pilnikiem i Bruno Parmą) w Norristown, natomiast w 1975 osiągnął jeden z największych sukcesów w karierze, zdobywając w Oberlinie tytuł wicemistrza kraju oraz zdobywając awans do rozegranego w następnym roku w Biel/Bienne turnieju międzystrefowego, w którym zajął XIV miejsce. W roku 1976 podzielił również II lokatę w silnie obsadzonym otwartym turnieju w Lone Pine (za Tigranem Petrosjanem, a wraz z Wasilijem Smysłowem, Oscarem Panno, Mieczysławem Najdorfem, Walterem Browne'em, Anthonym Milesem, Miguelem Quinterosem, Larrym Christiansenem i Gyozo Forintosem). W Lone Pine wystąpił jeszcze w roku 1978 (dzieląc VI-X miejsce wraz z m.in. Tigranem Petrosianem i Hansem Ree, za Bentem Larsenem, Lwem Poługajewskim, Anatolijem Lejnem, Lajosem Portischem i Johnem Petersem). W tym samym roku zajął VII miejsce w mistrzostwach USA rozegranych w Pasadenie. Jednym z ostatnich międzynarodowych startów Kennetha Rogoffa był występ w turnieju B festiwalu IBM w Amsterdamie w roku 1980, gdzie zajął odległą VIII lokatę. W tym też roku zakończył karierę szachową.
Dwukrotnie wystąpił w memoriałach Akiby Rubinsteina w Polanicy-Zdroju, nie osiągając sukcesów: w 1974 zajął X, a 1975 – VII miejsce.
Najwyższy ranking w karierze osiągnął 1 stycznia 1977, z wynikiem 2520 punktów dzielił wówczas 68-73. miejsce na światowej liście FIDE, jednocześnie zajmując 6. miejsce wśród amerykańskich szachistów.

## Kariera ekonomisty
W roku 1980 Massachusetts Institute of Technology przyznał mu tytuł doktora ekonomii. W czasie swojej zawodowej kariery pracował w zarządzie Systemu Rezerwy Federalnej USA oraz w Międzynarodowym Funduszu Walutowym (2001 - 2003). Jest członkiem Amerykańskiej Akademii Sztuk i Nauk, Econometric Society oraz Guggenheim Fellowship. Wykładał stosunki międzynarodowe na Uniwersytecie Princeton, od 1999 roku jest profesorem ekonomii na Uniwersytecie Harvarda.
W świecie finansów o Rogoffie stało się głośno w roku 2002, z powodu jego konfliktu z Josephem Stiglitzem, byłym głównym ekonomiście Banku Światowego i laureacie Nagrody Nobla 2001. Spór wywołany został przez Stiglitza, krytykującego działalność Międzynarodowego Funduszu Walutowego. W odpowiedzi na tę krytykę, Rogoff napisał i opublikował list otwarty.